# Rationale
Rationale, nom de scène de Tinashé Fazakerley, est un auteur-compositeur-interprète britannique né au Zimbabwe le 4 avril 1984. Il est connu pour son R&B soul et son style indie pop électrique. C'est sous le premier nom de scène de Tinashé  qu'il s'est fait remarquer avec sa musique synthpop aux influences africaines.

## Débuts
Tinashé Fazakerley est né à Highfield, un township de Harare. À l'âge de 9 ans il est parti vivre à Londres, dans le quartier de Camberwell, avec ses trois frères et sœurs ; sa mère célibataire y travaillait comme infirmière. Plus tard, à l'âge de 11 ans, il a déménagé dans le quartier londonien de Hackney. Il apprenait à jouer de la guitare et la musique a commencé à jouer un rôle plus important dans sa vie. Ses influences musicales étaient nombreuses et comprenaient des artistes comme Jimi Hendrix, Prince, Pat Metheny, Donny Hathaway, Al Green, Tupac Shakur, A Tribe Called Quest ou The Notorious B.I.G..

## Carrière

### Tinashé: les débuts hésitants (2009-2014)
Après avoir fait deux EP et trois singles en 2010, Fazakerley a sorti l'album Saved sous le nom de scène de Tinashé, son succès a été modeste.
Le musicien a fait une pause comme interprète et s'est investi dans la carrière d'auteur-compositeur et producteur. Il a travaillé avec le producteur Mark Crew, et a continué à écrire des chansons pour des artistes de blues comme Rag'n'Bone Man. Il a également écrit des chansons pour la version suisse de l'émission The Voice.

### Rationale: de 2015 à aujourd'hui
En 2015, l’artiste a relancé sa carrière sous le nom de « Rationale ». Il a créé des chansons telles que Fast Lane et Something for Nothing sur SoundCloud et Spotify. C'est sur ces plateformes de streaming qu'il a acquis une certaine notoriété. Pharrell Williams, dans son émission de radio Apple Music Beats1, OTHERtone, a dit de lui qu'il avait trouvé « la beauté dans sa voix ». Cela a hissé la chanson Fast Lane en 2e place pendant la première semaine sur le Spotify Global Viral Chart, et au premier rang sur Hype Machine. Plus de 1,3 million de vues ont été cumulées sur SoundCloud. Rationale a également reçu les éloges de Justin Timberlake et Elton John. Il est devenu l'un des premiers artistes à signer avec Dan Smith sur Best Laid Plans, le nouveau label de Bastille .
Son premier album éponyme est sorti le 6 octobre 2017  sous licence exclusive de Warner Music UK. En 2017 Tinashé Fazakerley est noté comme auteur-compositeur et producteur de la chanson Act My Age dans l'album Witness de Katy Perry . Son single Tethered est souvent repris par Ellie Goulding lors de ses concerts.
En 2019, il figurait dans l' album Superdream de Big Wild pour la chanson 6's to 9's.

## Discographie

### Albums

#### Sous le nom deTinashé
- Saved, septembre 2010

#### Sous le nom deRationale
- Rationale, octobre 2017

### EP

#### Sous le nom deTinashé
- Mayday
- Zambezi
- Saved

#### Sous le nom deRationale
- Fuel to the Fire, septembre 2015
- Vessels, février 2017
- High Hopes, décembre 2018

### Singles

#### Sous le nom deTinashé
- Mayday , mars 2010
- Zambezi , juin 2010
- Saved , septembre 2010

#### Sous le nom deRationale
- Fast Lane , avril 2015
- Re.Up , mai 2015
- Fuel to the Fire , juillet 2015
- The Mire , septembre 2015
- Something for Nothing, janvier 201 Palms », juin 2016
- Prodigal Son , novembre 2016
- Vessels , décembre 2016
- Reciprocate , janvier 2017
- Tethered , février 2017
- Deliverance , mars 2017
- Loving Life , juillet 2017
- Into the Blue , septembre 2017
- Losing Sleep , octobre 2017
- Somewhere To Belong , octobre 2017
- Oil & Water, octobre 2017
- Phenomenal , octobre 2017
- Tumbling Down , janvier 2018
- One by One , septembre 2018
- Kindred , décembre 2018
- High Hopes , décembre 2018
- 73, décembre 2018
- Say What's On Your Mind , juillet 2019
- Hurts the Most , septembre 2019